# 多瑙保陶伊
多瑙保陶伊（匈牙利語：Dunapataj）是匈牙利南部巴奇-基什孔州所辖的一个村，总面积90.47平方公里，总人口3735，人口密度41人/平方公里（2002年）。地理坐标为46.643°N 18.996°E。